# Gräberfeld von Schmölln
 Das Gräberfeld von Schmölln im 100 mal 70 Meter großen Fundgebiet „Schmölln 46“ mit Urnengräbern der Jastorf-Kultur liegt in der Nähe von Schmölln in der Uckermark in Brandenburg und wurde 2014 bei Sondierungen für Arbeiten nahe der A 11 entdeckt. 

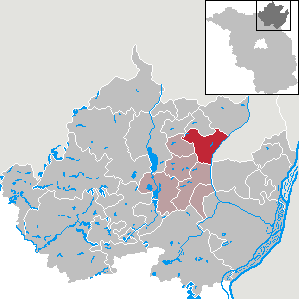
Lage von Randowtal

Die eisenzeitlichen Urnengräber lagen meist mit Steinen bedeckt, teilweise unter radgrabartigen Steinpflasterkreisen mit Durchmessern zwischen einem und acht Metern. In den Gräbern fanden die Archäologen Knochen von Menschen und Tieren sowie 39 Urnen. Die Funde stammen aus der vorrömischen Eisenzeit, die den Zeitraum von etwa 500 Jahren v. Chr. bis zur Zeitenwende umfasst. Wege aus Zehntausenden von Feldsteinen, die geradlinig verlaufen – die längste Steinsetzung erstreckt sich über 105 Meter – liegen auf dem Gräberfeld.
Das auf dem Gelände gefundene eingetiefte Megalithgrab wurde fast 1000 Jahre nach seiner Aufgabe um 3000 v. Chr. für Nachbestattungen genutzt. In der unmittelbaren Umgebung wurden neolithische Erdgräber gefunden.
Aus Gründen der Topographie und Hydrologie war eine Verschiebung des hier geplanten Regenrückhaltebeckens nicht möglich. Der größte Steinkreis vom Fundort wurden 2016 auf einem zentralen Platz im Dorf rekonstruiert. Die geplante Rekonstruktion des Großsteingrabs im Ort wurde bis heute nicht umgesetzt. 
Vergleichbare Gräberfelder sind aus Mühlen Eichsen und Groß Timmendorf bekannt. 